# 자문화보호주의
자문화보호주의(自文化保護主義)는 어떤 지역의 민족적, 문화적 순수성을 유지하기 위해 노력하는 이념이다.
일본과 같이 자신들의 독특한 문화와 민족적 정체성에 대한 자부심이 강해서 고령화가 심한데도 이민을 받지 않는 것이 대표적인 사례라고 할 수 있다.
또, 미국에서 개신교 대신에 로마 가톨릭을 믿는 아일랜드계 이민자가 미국의 가치를 훼손시킬 것이라며 배척했던 것도 이에 속한다.

## 같이 보기
- 토착주의
- 민족주의
- 국수주의
- 자문화중심주의
- 미국 우선주의
  - Make America Great Again(MAGA)
- 다문화주의
- 민족다원주의